# Colibri tout-vert
Polytmus theresiae
Espèce
Répartition géographique
Statut de conservation UICN

 LC  : Préoccupation mineure
Statut CITES
Le Colibri tout-vert (Polytmus theresiae) est une espèce de colibris de la sous-famille des Polytminae.

## Habitat et distribution
Le Colibri tout-vert est présent au Venezuela, en Colombie, au Brésil, au Guyana, en Guyane et au Suriname.

## Liste des sous-espèces
Selon la classification de référence du Congrès ornithologique international (version 11.1, 2021) :
- sous-espèce Polytmus theresiae theresiae (Da Silva Maia, 1843)
- sous-espèce Polytmus theresiae leucorrhous Sclater, PL & Salvin, 1867

## Note et référence
1. ↑  Congrès ornithologique international,  version 11.1, 2021.